# Andreas Gerhard Hyperius

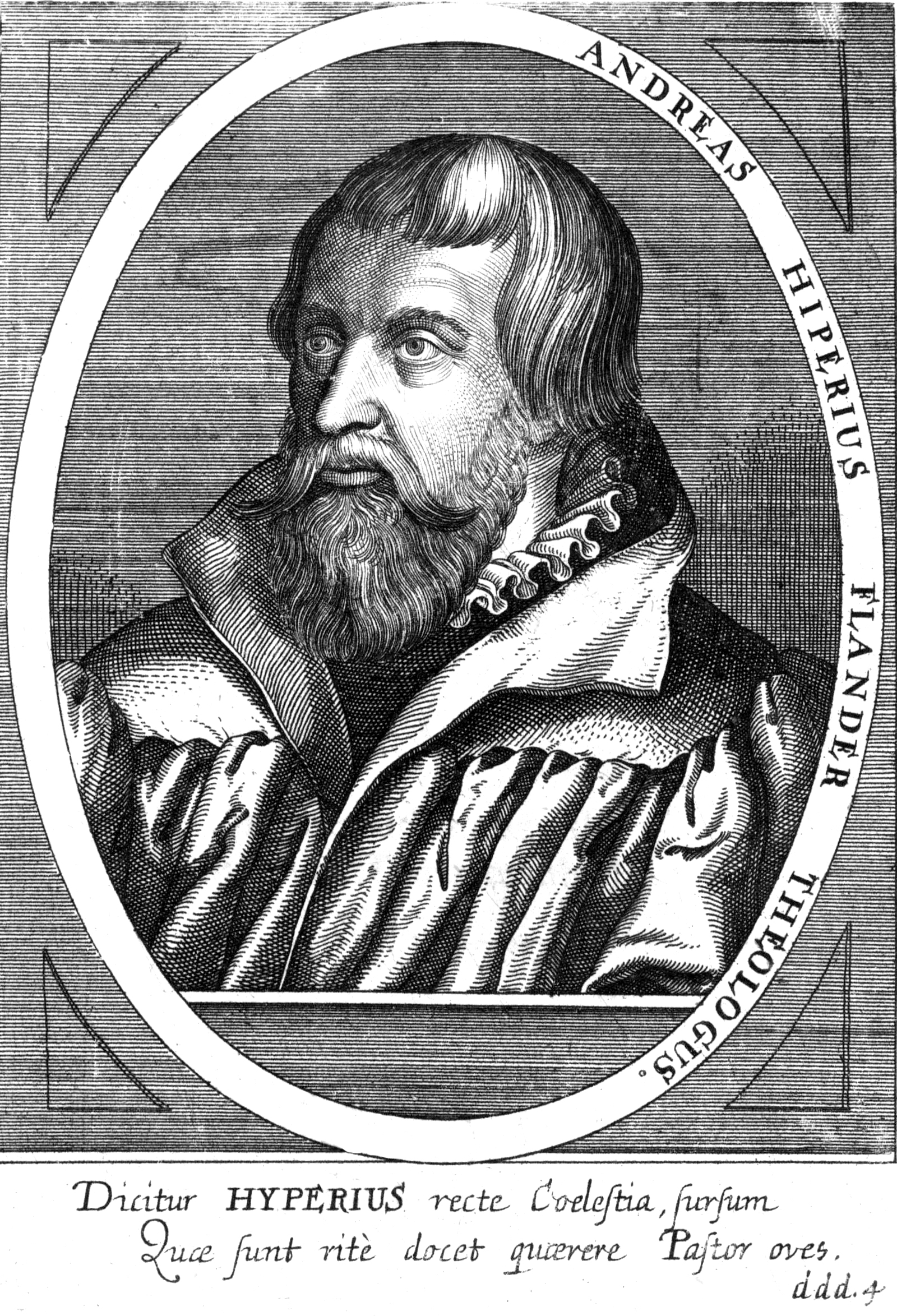
Andreas Gerhard Hyperius

Andreas Gerhard Hyperius, född 16 maj 1511 i Ypern, död 1 februari 1564, holländsk-tysk protestantisk teolog. Han blev 1541 professor i Marburg, där han blev den hessiska kyrkans egentlige ledare och dit hans anseende som humanist och teolog drog stora lärjungeskaror från när och fjärran. I all sin verksamhet strävade Hyperius, som i den store förmedlingsteologen Martin Butzer såg sin egentlige lärare, att mildra och försona de vid denna tid ytterligt skärpta teologiska motsättningarna. 
Särskilt två av hans talrika, de mest olika vetenskapsgrenar omfattande, arbeten har givit honom en plats i teologins historia. I sitt encyklopediska verk De recte formando theologiae studio (1556) har han första gången utstakat programmet för den praktiska teologins disciplin i dess nuvarande mening, ett program, som först omkring 300 år senare kommit till utförande. Och hans arbete De formandis concionibus sacris seu de interpretatione scripturarum populari (1553) kan genom det försök, som här göres att lösgöra läran om predikan från den profana retorikens bojor, betecknas som den första evangeliska homiletiken. Även här blev hans uppslag länge obeaktade.